# Runcușoru, Mehedinți
Runcușoru este un sat în comuna Bala din județul Mehedinți, Oltenia, România. Se află în partea de nord-vest a județului, în Podișul Mehedinți.

## Vezi și
- Biserica de lemn din Runcșor